# Glasschmelzwanne

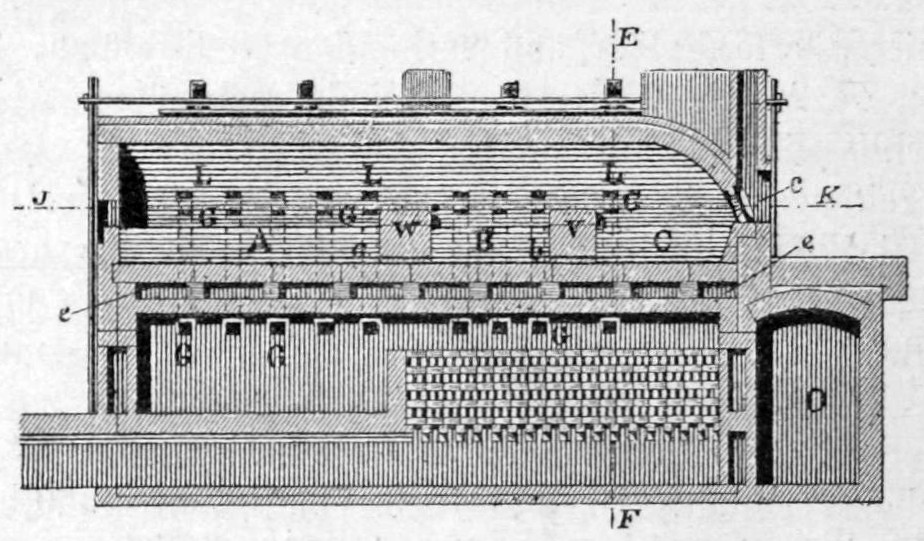
Wannenofen von Siemens – historisch 1878 (Längsschnitt)

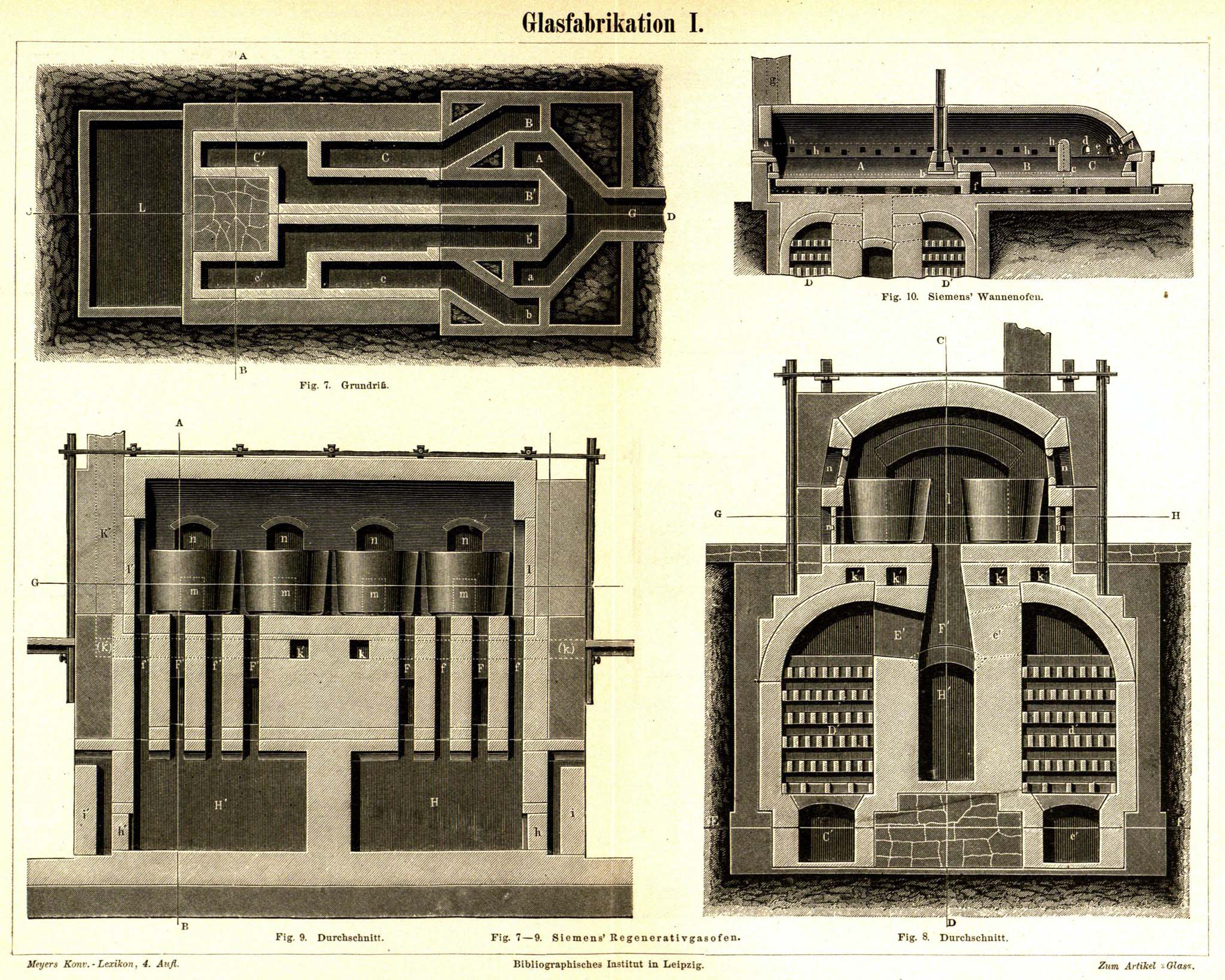
Siemens Regenerativgasofen ca. 1885 in 4 Ansichten

Die Glasschmelzwanne (Wanne) wird zum Herstellen der Glasschmelze bei der Herstellung von Glas benötigt.
Die Glasrohstoffe werden chargenweise oder kontinuierlich der Glasschmelzwanne zugeführt. Die Bestandteile (das Gemenge) werden dabei zu einer flüssigen Glasschmelze aufgeschmolzen. Das Gemenge enthält neben den Grundkomponenten meist auch Scherben aus Recycling-Glas zur Energieeinsparung. Der Scherbenanteil kann je nach Anforderung der gewünschten Glasfarbe bis zu ca. 85–90 % (Grünglas) betragen. Beim Wechsel der Glasfarbe (Umfärben) dauert der gesamte Vorgang in großen Glasschmelzwannen oft mehrere Tage. Für einen wirtschaftlichen Betrieb werden die Glasschmelzwannen bei sogenanntem Massenglas (Hohlglas, Flachglas) rund um die Uhr das ganze Jahr hindurch betrieben. Von einer bis max. zwei kleineren geplanten Zwischenreparaturen, bei denen die Wanne außer Betrieb genommen wird, abgesehen, kann eine sogenannte Ofenreise (Kampagne) bis zur Generalreparatur (Neuaufbau) bis zu 16 Jahre und mehr betragen (je nach Produktgruppe).
Abhängig vom Verwendungszweck gibt es verschiedene Bauformen von Glasschmelzwannen.
Das Fassungsvermögen kann von ca. einer Tonne bis über 2000 Tonnen und der tägliche Durchsatz kann von einigen Kilogramm bis über 1000 Tonnen betragen. Die Betriebstemperatur im Inneren der Wanne beträgt oberhalb des sogenannten Glasbades ca. 1500 °C. Diese Temperatur wird durch die Zusammensetzung des Gemenges sowie von der benötigten Menge erschmolzenen Glases – der Tagesproduktion – bestimmt. Des Weiteren haben die konstruktionsbedingten Energieverluste Einfluss auf den Schmelzprozess.
Glasschmelzwannen werden zur Energieeffizienzsteigerung mit einem Abgas-Wärmerückgewinnungssystem betrieben.
Die aus Klimaschutzgründen erforderliche Reduzierung der CO2-Emission führte zu verschiedenen Konzepten, den Einsatz fossiler Energieträger zu verringern oder zu ersetzen sowie durch einen erhöhten Recycling-Anteil auch das CO2 zu vermeiden, das beim Erschmelzen des Gemenges freigesetzt wird.

## Tageswannen
Diese historische Bauart von Glasschmelzwannen produziert chargenweise (diskontinuierlich); damit werden Gläser geschmolzen, die nur in geringen Mengen benötigt werden. Die Schmelzfläche von Tageswannen liegt bei maximal 10 m2, die Schmelzleistung zwischen 0,4 und 0,8 t/m2 Schmelzfläche.
Der Hafenofen ist eine Bauart hiervon. Der Ofen besteht aus einem feuerfest gemauerten Bassin von 40 bis 60 cm Tiefe (Unterofen), das mit einem Gewölbe von 70 bis 80 cm Durchmesser übermauert ist (Oberofen).
Anfang des 21. Jahrhunderts existierten Tageswannen noch in einigen Mundglashütten und kunsthandwerklichen Ateliers sowie bei einigen Spezialglasherstellern, bei denen kleine Mengen hochqualitativen Glases erschmolzen werden, z. B. Optisches Glas.
Die Tageswannen werden am Ende eines Tages nicht außer Betrieb genommen, sondern die Temperatur wird lediglich über Nacht abgesenkt. Da das feuerfeste Material typischerweise große Temperaturwechsel nicht erträgt und dies zu verstärkter Korrosion (Verbrauch) desselben führt, kann ohnehin keine derart schnelle Abkühlung erfolgen. Wird die Tageswanne z. B. zur Wartung außer Betrieb genommen, müssen auf das feuerfeste Material abgestimmte Abkühl/Aufheiz-Zeiten (zwei bis mehrere Tage), eingehalten werden. Ausgenommen sind kleinere Öfen (Studioöfen) in kunsthandwerklichen Ateliers. Dort ist die feuerfeste Zustellung entsprechend ausgeführt.

## Kontinuierlich betriebene Glasschmelzwannen
Die kontinuierlich betriebenen Wannen bestehen aus zwei Teilbereichen, der Schmelzwanne und der Arbeitswanne. Getrennt sind diese durch einen Durchlass oder eine Einschnürung (Floatglas). In der Schmelzwanne wird das aufgegebene Gemenge erschmolzen und geläutert. Anschließend gelangt die Schmelze durch den Durchlass in die Arbeitswanne und von dort in die Feeder (Vorherd). Dort erfolgt die Entnahme des Glases. Bei der Hohlglasfertigung (Hohlglas) wird die darunter stehende Glasmaschine mit Glastropfen beschickt. Bei der Flachglasfertigung (Floatglas) wird das Glas an speziellen breiten Ausläufen als Glasband über ein sogenanntes Floatbad aus flüssigen Zinn (bei Flachglas ohne Struktur : z. B. Fensterglas, Autoglas) oder für Flachglas mit Struktur über eine profilierte Walze geführt. Für die Flachglasfertigung sind auch alternative Verfahren im Einsatz. Darüber hinaus werden Glasschmelzwannen auch zur Herstellung von Mineralwolle verwendet.
Die Schmelzwannen sind aus feuerfesten Materialien erstellt und bestehen aus den Gruppen Tonerden (Al2O3), Silika (SiO2), Magnesia (MgO), Zirkonia (ZrO2) sowie aus Kombinationen davon zur Erzeugung der notwendigen feuerfesten keramischen Werkstoffe. Bei der Erstellungen von Glasschmelzöfen (Schmelzwanne inklusive Regenerativkammern) können für den Hohlglasbereich bis zu 2000 t und für den Flachglasbereich bis zu 9000 t feuerfestes Material aufgewendet werden.
Als Wärmequelle dient im Jahre 2021 typischerweise Erdgas, Schwer- und Leichtöl sowie elektrischer Strom, der mittels Elektroden direkt ins Glasbad geleitet wird. Die Beheizung mit fossilen Energieträgern wird oftmals mit einer elektrischen Zusatzbeheizung kombiniert. Es werden auch ausschließlich elektrisch beheizte Glasschmelzwannen verwendet.
Wird statt Luft reiner Sauerstoff zur Verbrennung von fossilem Brennstoff (vorzugsweise Gas) verwendet, treten Energieeinsparung und im günstigsten Fall auch geringere Betriebskosten auf. Die Verbrennungstemperatur und damit der Wärmeübergang sind höher, das aufzuheizende Gasvolumen hingegen ist geringer. Mit Sauerstoff betriebene Glasschmelzwannen rechnen sich jedoch, wegen der teuren Sauerstofferzeugung, bei der Produktion von sogenanntem Massenglas wie Hohlglas und Flachglas zur Zeit meist nicht. Es sind viele verschiedene Konstruktionen von Glasschmelzwannen bekannt.
Zur Energieeinsparung beim Glasschmelzprozess dient, neben einem möglichst hohen Anteil von Recyclingglas (je 10 % Scherben ca. 2 % Energieeinsparung), das Erwärmen der Verbrennungsluft auf ein möglichst hohes Temperaturniveau durch ein Regenerativ- oder ein Rekuperatorsystem. Eine weitere technische Entwicklung besteht darin, das Gemenge über einen Wärmetauscher, der mit dem Abgas beheizt wird, auf ca. 250 °C vorzuwärmen.

### Regenerator

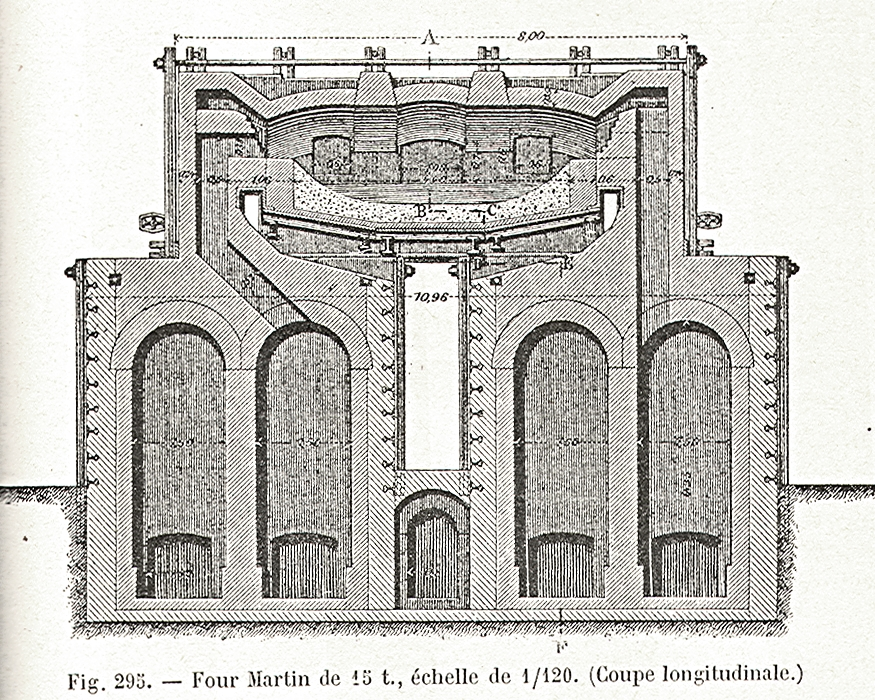
Siemens-Martin-Ofen

Dieses Verfahren wurde vom Siemens-Martin-Ofen, welcher Mitte des 19. Jahrhunderts zur Stahlerzeugung entwickelt wurde, abgeleitet und ist das heute meist gebräuchliche Verfahren. Hier werden die heißen Abgase (1300 °C – 1400 °C) in Kammern (Regenerator) diskontinuierlich durch ein Gitterwerk aus feuerfesten, rechteckigen oder speziellen Formsteinen geleitet. Diese sogenannte Gitterung wird dabei erhitzt. Nach dieser Aufwärmperiode (Speicherung der Wärmeenergie des Abgases durch die Gitterung) wird die Richtung des Gasstroms umgekehrt und es strömt nun die frische, kalte, zur Verbrennung notwendige Luft durch das zuvor aufgeheizte Gitterwerk der Kammer. Die Verbrennungsluft wird dabei auf ca. 1200 °C – 1300 °C vorgewärmt. Die Abgase wiederum treten nach der Verbrennung in die Gitterung einer anderen Kammer ein und heizen dort die nun mehr zuvor abgekühlte Gitterung wieder auf. Der Vorgang wiederholt sich periodisch in Intervallen von 20 bis 30 Minuten. Die Kammern werden somit diskontinuierlich betrieben. Durch dieses Prinzip wird eine erhebliche Energieeinsparung erreicht. Der Rückgewinnungsgrad beträgt ca. 65 %.

### Rekuperator
Rekuperatoren arbeiten kontinuierlich und bestehen aus einem metallischen Wärmetauscher zwischen Abgas und frischer Verbrennungsluft. Wegen der metallischen Austauscherfläche (warmfeste hochlegierten Stahlrohre in Kombination mit einem metallischen Doppelmantel) können Rekuperatoren nur bei geringeren Abgastemperaturen betrieben werden und arbeiten daher weniger effektiv (40 %). Somit werden hier nur relativ geringere Vorwärmtemperaturen (max. 800 °C) erreicht.
Rekuperatoren sind weniger aufwändig zu errichten und haben einen geringeren Platz- und Investitionsbedarf als Regeneratoren. Dadurch ergeben sich bei den Investitionskosten Kostenvorteile, welche allerdings durch die geringere Effektivität erheblich reduziert werden oder sogar für einen langen Betriebszeitraum negativ belastend ausfallen können.
Bei baulichen Einschränkungen für die Installation eines Regenerators wurden, um einen möglichst energiesparenden bzw. effizienten Betrieb der Anlage zu erreichen, auch Kombinationen von Regenerator und Rekuperator entwickelt und realisiert.
Als weitere Maßnahme ist im Anschluss, zur Ausnutzung des Wärmeinhaltes des Abgases (Temperatur > 700 °C), eine nachgeschaltete Wärme/Kraft Kopplung technisch möglich bzw. bereits real im großen Maßstab erprobt worden. Allerdings ist der notwendige Wartungsaufwand eines derartigen Systems mit erheblichen Kosten verbunden und ist deshalb, hinsichtlich der damit verbundenen Betriebskosten, als kritisch zu bewerten. Daher wird dieses besondere Konzept der nachgeschalteten Energierückgewinnung zur Zeit i.a. nicht weiter verfolgt. Innovative Überarbeitungen diese Konzepts müssen mit hohem Aufwand in der Praxis im produktiven Umfeld in Langzeit getestet werden. Dies setzt allerdings eine gewisse Risikobereitschaft der Unternehmen voraus, welche wegen des harten Wettbewerbs in dieser Branche, i.a. nicht eingegangen wird.

## Zukünftige Entwicklung – Dekarbonisierung
Ausgelöst durch die Klimadiskussion sind mittlerweile mehrere Entwicklungen und Forschungsvorhaben zur Dekarbonisierung gestartet worden, um das klimaschädliche CO2 bei der Produktion deutlich zu reduzieren. Dazu wurde unter anderen eine Initiative gegründet, um einen neuen Glasschmelzofentyp zu etablieren. An diesem Projekt arbeiten die verschiedensten Glashersteller gemeinsam mit Technologielieferanten zum Zweck, eine  Anlage im industriellen Maßstab zu realisieren. Eine entsprechende Anlage wurde entwickelt und Ende des Jahres 2023 mit einer konzipierten Schmelzleistung von 350 Tagestonnen in Betrieb genommen. Diese Glasschmelzwanne soll mit 80 % Strom aus erneuerbaren Energien betrieben werden und soll eine Reduzierung des CO2 um 50 % ermöglichen.
Des Weiteren bestehen Forschungsvorhaben, Glasschmelzwannen alternativ mit sogenanntem grünen Wasserstoff zu beheizen. Bei der Verbrennung von Wasserstoff entsteht lediglich Wasserdampf. Allerdings hat der Wasserdampf einen Einfluss auf den Schmelzprozess und die Glaszusammensetzung sowie die Eigenschaften des produzierten Glases. Auf welche Weise dieser Einfluss gesteuert und korrigiert werden kann, ist Gegenstand weiterer Untersuchungen.
Die praktische Anwendung von Wasserstoff-Ergas-Gemischen sowie von reinem Wasserstoff beim Beheizen einer regenerativen Glasschmelzwanne ist nicht trivial und benötigt eine Reihe von Änderungen im Prozess. Es wird ohne entsprechende Änderungen u. a. eine niedrigere Energieeffizienz sowie eine erhöhte Stickoxid-Bildung, erwartet.
Wasserstoff hat im Vergleich zu Erdgas einen erheblich niedrigeren Brennwert je Kubikmeter. Dieser beträgt nur ca. ein Drittel von dem des Erdgases. Dadurch ergeben sich für die Wasserstoffwirtschaft neue Anforderungen an die Gasleitungen zum Transport von Wasserstoff. Das bestehende Erdgasnetz ist dafür nicht ohne weiteres ausgelegt und eine erhebliche Ergänzung wird notwendig sein. Um die gleiche Energiemenge zur Verfügung zu stellen, müssen die Leitungen entweder um ca. 70 % größer oder für einen höheren Druck ausgelegt werden oder aber bei gleichem Druck muss eine dreifach höhere Fließgeschwindigkeit realisiert werden. Letztere Maßnahme ließe sich in existierenden Leitungsnetzen anwenden. Damit verbunden, können allerdings vermehrt Vibrationen, ausgelöst vornehmlich durch die vorhandenen Einbauten in der Leitung, auftreten, welche die Rissbildung fördern und somit längerfristig größere Schadensereignisse auslösen. Es ist bekannt, dass 100 % Wasserstoff unter gewissen Bedingungen den Werkstoff an dieser Stelle versprödet und die tiefere Rissbildung dadurch beschleunigt wird. Eine zunächst partielle Zumischung des Wasserstoffes zum Erdgas ist allerdings möglich und wurde bereits umgesetzt. Zurzeit wird eine breite wissenschaftliche Diskussion, sowie auch von Rohrlieferanten, darüber geführt. Die Ergebnisse sollen dann in ein zukünftig noch zu erstellendes detailliertes Regelwerk einfließen.
Der TÜV Süd stellt zur Sicherheit von Wasserstoff fest:

„Das Gefahrenpotential von Wasserstoff ist nicht größer als das von Erdöl, Erdgas oder Uran. Seinen physikalischen und chemischen Eigenschaften nach gehen vom Wasserstoff keine außergewöhnlichen Gefahren aus. […] Daher gibt es für ihn z. B. in Deutschland keine anderen Sicherheitsvorschriften als für alle anderen brennbaren Gase. Allerdings besteht eine höhere Explosionsgefahr, wenn Wasserstoff in geschlossenen Räumen freigesetzt wird, etwa in Garagen oder Tunneln. Hier ist für eine erhöhte Belüftung und eventuell für zusätzliche Sicherheitsmaßnahmen zu sorgen.“

Ein industrieller Großversuch für den Betrieb eine Glasschmelzwanne mit Wasserstoff wurde im August 2021 erfolgreich durchgeführt. In einem weiteren industriellen Großversuch, an gleicher Stelle, wurde der alternative Einsatz von Biogas (Biofuel) getestet. Es konnte umgerechnet eine CO2 – Reduzierung um 80 % erreicht werden. Die benötigten Gasmengen standen allerdings nicht im vollen Umfang für einen längeren Zeitraum zur Verfügung, sodass der Großversuch in diesem Fall auf vier Tage begrenzt wurde. Die großtechnische Realisierung der Beheizung mit alternativen Brennstoffen zur CO2 – Reduzierung konnte somit verifiziert werden.